# Cầy vòi mốc
Cầy vòi mốc (danh pháp hai phần: Paguma larvata) là một loài động vật có vú thuộc họ cầy (Viverridae). Vùng 
bản địa của cầy vòi mốc là vùng Nam Á và Đông Nam Á cùng các hải đảo Indonesia trong rừng nhiệt đới.

## Đặc điểm
Cầy vòi mốc có chung những đặc điểm của loài cầy. Tuy nhiên cầy vòi mốc lông không có đốm. Mặt cầy có "mặt nạ" tiêu biểu gồm một vệt trắng chạy dài từ đầu xuống mũi. Mắt và má có khoảng trắng nhưng có vòng đen khoanh hai mắt nên tên tiếng Anh dùng "masked" (có nghĩa là mặt nạ) để đặt tên loại cầy này. Lông trên thân màu nâu cam ngả sang màu xám. Bốn chân lông màu sẫm, gần như đen. Thân cầy dài 51–76 cm, thêm phần đuôi là 51–63 cm tức là đuôi dài xấp xỉ bằng nửa chiều dài động vật. Cầy cân nặng từ 3,6–6 kg.
Cầy vòi mốc săn mồi riêng rẽ vào ban đêm trên cây. Chúng ăn tạp gồm côn trùng, chim chóc và những động vật nhỏ có xương sống, nhưng chuộng nhất là trái cây. Ban ngày chúng ngủ. Khi bị náo động cầy vòi mốc xịt chất xạ từ hai tuyến gần hậu môn để phòng thân. Cầy cái sinh nở hai kỳ mỗi năm. Cầy con trưởng thành trong khoảng 3 tháng.

## SARS

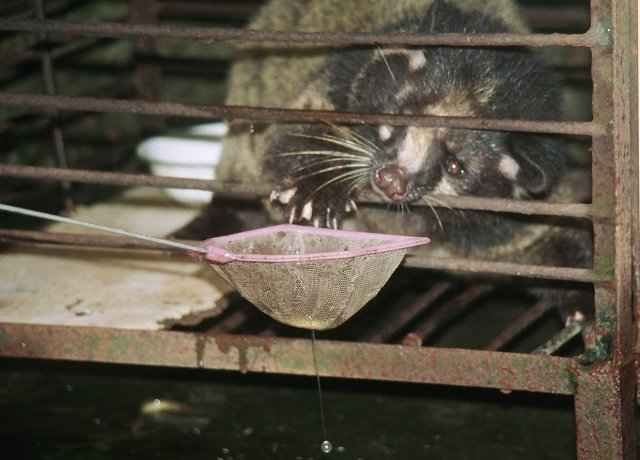
Một con cầy vòi mốc ở Trung Quốc

Vì thịt cầy được loài người dùng làm thức ăn nên nhiều và Virus-học cho rằng qua ngả này, bệnh SARS đã xâm nhập cơ thể con người. Tháng 5 2003 khoa học đã tìm thấy virus bệnh SARS trong loài cầy. Vấn đề vẫn chưa rõ là loài cầy có phải đích là nơi xuất phát của virus SARS không.